# Red Deer (folyó)
A Red Deer egy folyó a kanadai Albertában, a South Saskatchewan fő mellékfolyója.
A Red Deer teljes hossza 724 km, vízgyűjtő területe pedig 45 100 km². Az átlagos vízhozama 70 m³/s.
A folyó neve a krí nyelvű Was-ka-soo „Jávorszarvas folyó” név fordítása.
A Red Deer melletti települések közé tartozik Sundre, Red Deer, Blackfalds és Drumheller. Brooks városa szintén a Red Deer közelében található.

## Földrajzi elhelyezkedés
| Red Deer |

A folyó a Kanadai Sziklás-hegység keleti lejtőin ered a Banff Nemzeti Park területén levő Sawback Range-ben, ahonnan kelet felé folyik a hegyeken keresztül az előhegység irányába. Sundre előtt északkelet felé fordul, és ebben az irányban halad Red Deerig, ahol keletnek, majd délnek fordul, mielőtt elérné Stettlert. Déli irányban olyan tartományi és regionális parkokon halad keresztül, mint a Tolman Badlands Heritage Rangeland, a Dry Island Buffalo Jump Tartományi Park, a Dry Island Corridor és a Midland Tartományi Park. Drumhellernél délkeleti irányba fordul, és miközben áthalad a Dinoszaurusz Tartományi Parkon, kelet felé fordulva Empressnél átfolyik az Alberta-Saskatchewan határon. Saskatchewan területén 16 kilométer után torkollik a South Saskatchewanbe.

## Mellékfolyók

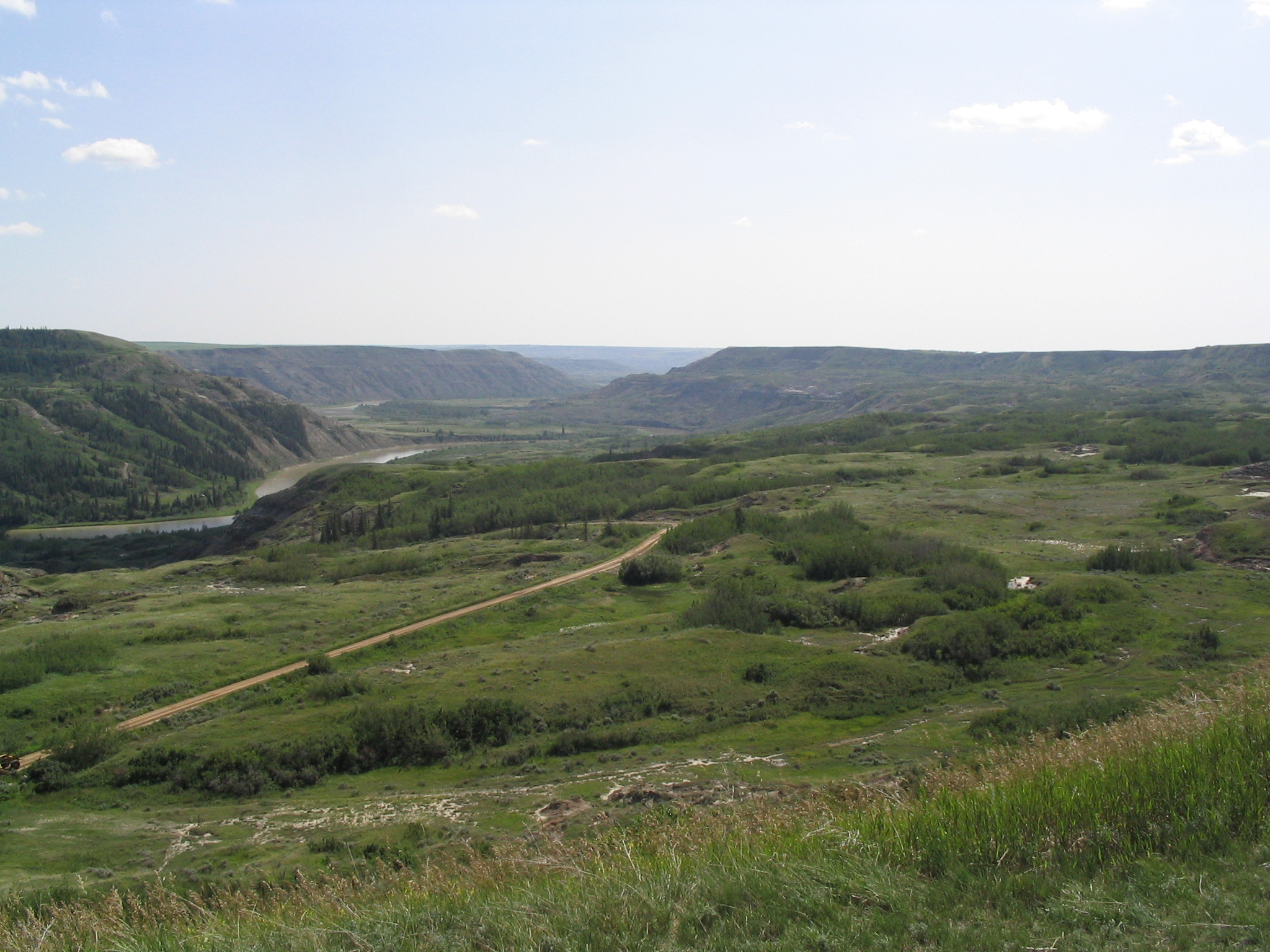
A Red River a Dry Island Buffalo Jump Tartományi Park területén

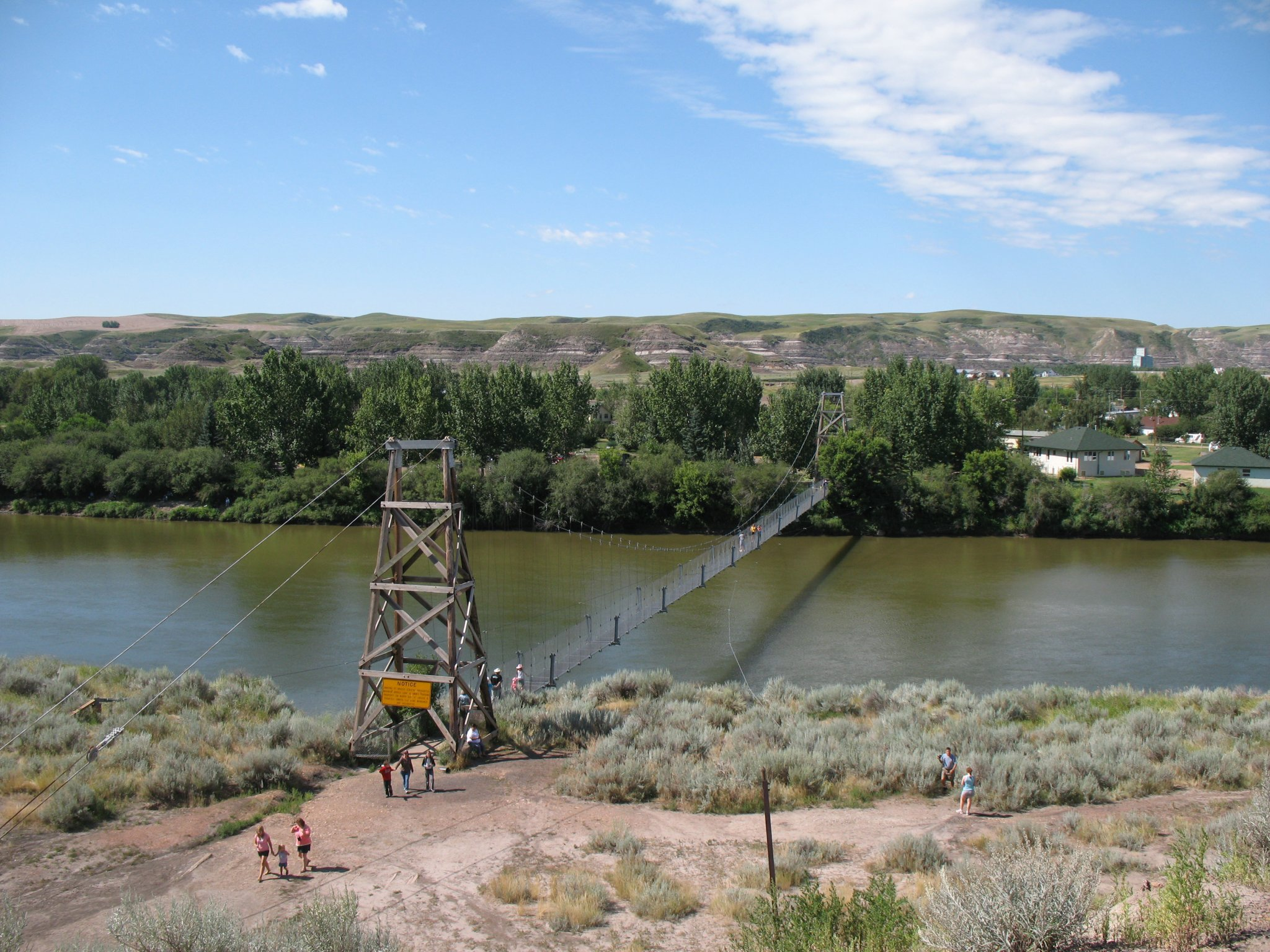
A Star Mine függőhíd Rosedale-ben

| Sziklás-hegység és előhegység: - Red Deer tavak - Douglas-patak - Douglas-tó, Donald-tó, Gwendolyn-tó - Drummond-patak - Skeleton-tó (Horseshoe-tó) - McConnell-patak - Divide-patak - Pipit-tó - Snowflake-tó - Tyrell-patak - Scalp-patak - Bighorn-patak - Eagle-patak - Wildhorse-patak - Panther (folyó) - Dormer (folyó) - Wigwam-patak - Yara-patak - McCue-patak - Logan-patak - Bear-patak - Burnt-patak - Bull-patak - Vam-patak - Brown-patak - Williams-patak - Helmer-patak - Cartier-patak - Coalcamp-patak | Közép-Alberta: - Nitchi-patak - Fallentimber-patak - Bearberry-patak - Jackson-patak - James (folyó) - Schrader-patak - Eagle-patak - Raven (folyó) - North Raven (folyó) - Little Red Deer (folyó) - Medicine (folyó) - Kenning-tó - Sylvan-patak - Piper-patak - Blindman (folyó) - Threehills-patak - Kneehills-patak - Rosebud (folyó) - Bullpound-patak - Berry-patak - Blood Indian (patak) - Alkali-patak |

A Ewing és a Little Fish tavak vize szintén a Red Deerbe áramlik.

## Fordítás
- Ez a szócikk részben vagy egészben a Red Deer River című angol Wikipédia-szócikk ezen változatának fordításán alapul.  Az eredeti cikk szerkesztőit annak laptörténete sorolja fel. Ez a jelzés csupán a megfogalmazás eredetét és a szerzői jogokat jelzi, nem szolgál a cikkben szereplő információk forrásmegjelöléseként.